# Gmina Ulcinj
Gmina Ulcinj (czar., sr. Општина Улцињ / Opština Ulcinj, alb.  Komuna e Ulqinit) – gmina w Czarnogórze. Znajduje się na południowym wschodzie kraju, przy granicy czarnogórsko-albańskiej. Ośrodkiem administracyjnym gminy jest miasto Ulcinj.

## Miejscowości
W gminie znajdują się 41 miejscowości. Zgodnie z postanowieniem ustawy o organizacji terytorialnej wioski Kodre, Kolonza, Kruta i Međreč otrzymały nowe nazwy: Kodra, Kolomza, Krute Uncinjske i Međureč.
- Ambula (czarn.: Амбула)
- Bijela Gora (czarn.: Бијела Гора)
- Bojke (czarn.: Бојке)
- Brajše (czarn.: Брајше)
- Bratnica (czarn.: Братица)
- Briska Gora (czarn.: Бриска Гора)
- Darza (czarn.: Дарза)
- Donja Klezna (czarn.: Доња Клезна)
- Donji Štoj (czarn.: Доњи Штој)
- Draginje (czarn.: Драгиње)
- Đeranje (czarn.: Ђерање)
- Ćurke (czarn.: Ћурке)
- Fraskanjel (czarn.: Фраскањел)
- Gornja Klezna (czarn.: Горња Клезна)
- Gornji Štoj (czarn.: Горњи Штој)
- Kaliman (czarn.: Калиман)
- Kodra (czarn.: Кодра)
- Kolomza (czarn.: Коломза)
- Kosići (czarn.: Косићи)
- Kravari (czarn.: Кравари)
- Krute (czarn.: Круте)
- Krute Uncinjske (czarn.: Круте Улцињске)
- Kruče (czarn.: Круче)
- Leskovac (czarn.: Лесковац)
- Lisna Bore (czarn.: Лисна Боре)
- Međureč (czarn.: Међуреч)
- Mide (czarn.: Миде)
- Možura (czarn.: Можура)
- Pistula (czarn.: Пистула)
- Rastiš (czarn.: Растиш)
- Reč (czarn.: Реч)
- Salč (czarn.: Салч)
- Sveti Đorđe (czarn.: Свети Ђорђе)
- Sukobin (czarn.: Сукобин)
- Sutjel (czarn.: Сутјел)
- Šac (czarn.: Шас)
- Ulcinj (czarn.: Улцињ) – siedziba gminy
- Štodra (czarn.: Штодра)
- Vladimir (czarn.: Владимир)
- Zenj (czarn.: Зењ)
- Zoganj (czarn.: Зогањ)

## Liczba mieszkańców

### Grupy etniczne w gminie według spisu z 2011 roku
- Albańczycy: 14 076 osób (70,66%)
- Czarnogórcy: 2 478 osób (12,44%)
- Serbowie: 1 145 osób (5,75%)
- Muzułmanie: 770 osób (3,87%)
- Bośniacy: 449 (2,25%)
- Pozostali: 578 osób (2,90%)
- Nieokreśleni: 425 osób (2,13%)

### Grupy wyznaniowe w gminie według spisu z 2011 roku
- Muzułmanie: 14 303 osoby (71,82%)
- Prawosławni: 2 964 osoby (14,88%)
- Katolicy: 2 196 osób (11,02%)
- Ateiści i agnostycy: 56 osób (0,28%)
- Pozostali: 170 osób (0,85%)
- Nieokreśleni: 227 osób (1,14%)

### Grupy językowe w gminie według spisu z 2011 roku
- Język albański: 14 352 osób (72,04%)
- Język serbski: 2 385 osób (11,97%)
- Język czarnogórski: 2 138 osób (10,73%)
- Język bośniacki: 207 osób (1,07%)
- Pozostałe języki: 584 osoby (2,93%)
- Nie określono: 255 osób (1,28%)